# 帝京大学福冈短期大学
帝京大学福冈短期大学（日语：／ Teikyō Daigaku Fukuoka Tanki Daigaku *）是过去一所位于日本福冈县大牟田市的私立短期大学。前身是九州帝京短期大学（日语：／ Kyūshū Teikyō Tanki Daigaku *）。

## 概要

### 简介
- 短期大学为于1987年开办、由学校法人帝京大学经营。招生到于2004年[1]、停办于2006年。为男女同校从1998年。

### 历史
- 1987年 九州帝京短期大学成立并同时设置三个学科、以下列举。
  - 日文科
  - 英文科
  - 经营信息科
- 1998年 开始招収男学生。
- 1999年 改校名为帝京大学福岡短期大学。三个学科改名为、以下列举[1]。
  - 日文科→日本文化学科（以后招生到2001年、停办于2003年）
  - 英文科→国际沟通学科
  - 经营信息科→经营信息学科（再次改名为信息商务学科于2001年）
- 2004年 最后一年招生、次年停止招生（正式停办于2006年6月14日[1]）。

## 学校环境
- 校区：在了福冈县大牟田市[注 1]

## 历任校长
- 西田越郎：第一代短期大学校长[2]。

## 组织

### 学科
- 日本文化学科[注 2]
- 国际沟通学科
- 信息商务学科

### 专科
| - 没有 |

### 业余课程
| - 没有 |

## 相关链接
- 日本短期大学列表
- 帝京大学
- 帝京短期大学
- 帝京大学短期大学
- 帝京学园短期大学
- 帝京平成护理短期大学
- 爱媛帝京短期大学：停办于1972年。